# 克拉克彗星
克拉克彗星（71P/Clark）是一顆週期彗星，軌道周期為5.5年。
1973年6月9日，麥克·克拉克（Michael Clark）在紐西蘭約翰山大學天文台（Mount John University Observatory）發現克拉克彗星，其亮度為視星等13等。隨後，1978年、1984年、1989年、1995年、2000年、2006年、2011年和2017年，克拉克彗星都被觀測到 and 2017.。
根據哈伯太空望遠鏡的觀測，克拉克彗星彗核半徑為0.68±0.04公里，幾何反照率為0.04；而凱克天文台的觀測顯示彗核半徑為1.305公里。

## 外部連結
- Orbital simulation （页面存档备份，存于） from JPL (Java) / Horizons Ephemeris （页面存档备份，存于）
- 71P/Clark （页面存档备份，存于） – Seiichi Yoshida @ aerith.net

| 週期彗星            | 週期彗星   | 週期彗星                  |
| ------------------- | ---------- | ------------------------- |
| 前一顆彗星 小島彗星 | 克拉克彗星 | 後一顆彗星 丹寧－藤川彗星 |
| 週期彗星列表        |            |                           |